# Say Hello (曲)
「Say Hello」（セイ・ハロー）は、皆川純子の1作目のシングル。2003年6月4日にキングレコードから発売された。

## 概要
- 自身初のリリース作品。
- 表題曲以外は皆川が作詞を手掛けている。（2曲目は皆川単独で、3曲目は佐藤こづえとの共作による）

## 収録曲
1. Say Hello [5:10] 
作詞・作曲：松岡宏明、編曲：米光亮
2. LOVE STORY [4:55] 
作詞：皆川純子、作曲・編曲：田中直
3. HEART [4:53] 
作詞：皆川純子・佐藤こづえ、作曲：Sho-1
4. Say Hello（カラオケ）
5. LOVE STORY（カラオケ）
6. HEART（カラオケ）